# Heterenchelyidae
Heterenchelyidae – rodzina morskich ryb z rzędu węgorzokształtnych (Anguilliformes). Są rzadko spotykane i nie mają znaczenia gospodarczego.
Występują w Oceanie Atlantyckim, Morzu Śródziemnym i we wschodniej części Oceanu Spokojnego. Charakteryzują się brakiem płetw piersiowych, dużym otworem gębowym, brakiem łusek i niskim położeniem otworów skrzelowych. Nasada płetwy grzbietowej rozpoczyna się nad otworem skrzelowym. Brak linii bocznej. Oczy silnie zredukowane.
Są to węgorze średniej wielkości. Najdłuższe osobniki dorastają do 1 m.
Przedstawiciele tej rodziny ryją głową nory w podłożu. Ich biologia nie jest znana.

## Klasyfikacja
Rodzaje zaliczane do tej rodziny:
- Panturichthys Pellegrin, 1913 – liczba kręgów: 109–136
- Pythonichthys Poey, 1868 – liczba kręgów: 141–227[6]

Rodzaj typowy rodziny – Heterenchelys – od którego utworzono nazwę rodziny, został uznany za synonim rodzaju Pythonichthys. Z tego powodu możliwa jest zmiana nazwy rodziny.